# اندیئی (شارونت-ماریتیم)
اندیئی (به فرانسوی: Andilly) یک کمون در فرانسه است که در شرانت-ماریتیم واقع شده‌است. اندیئی ۲۸٫۵۳ کیلومتر مربع مساحت دارد ۱۳ متر بالاتر از سطح دریا واقع شده‌است.